# Initiative Erwachsenenbildung
Die Initiative Erwachsenenbildung ist eine in Österreich seit dem Jahr 2012 bestehende Kooperation der Länder und des Bundes zur Förderung grundlegender Bildungsabschlüsse in der Erwachsenenbildung. Sie verfolgt das Ziel, Jugendlichen und Erwachsenen auch nach Beendigung der schulischen Ausbildungsphase den Erwerb grundlegender Kompetenzen und Bildungsabschlüsse unentgeltlich zu ermöglichen und sichert einheitliche Qualitätsstandards der betreffenden Bildungsangebote.

## Grundlegendes
Die Initiative Erwachsenenbildung fördert mit den zwei bildungspolitisch bedeutsamen Programmbereichen Basisbildung und Pflichtschulabschluss bildungsbenachteiligte Personen. Sie stellt Fördermittel zur Realisierung entsprechender Bildungsangebote zur Verfügung und  gewährleistet durch die Schaffung von österreichweit gültigen qualitativen Rahmenrichtlinien einen hohen Qualitätsstandard für diese Programmbereiche.
Die Lernenden profitieren dabei sowohl durch kostenfreie Bildungsangebote, als auch durch qualitativ hochwertige, erwachsenengerechte und bedürfnisorientierte Angebote von professionellen Bildungsträgern. Den Bildungsträgern sind dadurch eine Sicherung grundlegender Angebotsbereiche, qualitative Rahmenrichtlinien von zielgruppenspezifischen Bildungsangeboten und gleiche Rahmenbedingungen in allen Bundesländern garantiert. Die Aufgabe der von Ländern und Bund gemeinsam getragenen Initiative Erwachsenenbildung ist es, allen Menschen ein adäquates Bildungsfundament zu sichern.

## Zielsetzung
Durch die Initiative Erwachsenenbildung wird Jugendlichen ab dem vollendeten 15. Lebensjahr und Erwachsenen der Erwerb jener grundlegenden Bildungsabschlüsse und Kompetenzen unentgeltlich ermöglicht, die eine wichtige Voraussetzung für die Teilnahme an den gesellschaftlichen, kulturellen, technologischen und wirtschaftlichen Entwicklungen sind. Letztlich geht es darum, allen Menschen eine chancengerechte Teilhabe an der Wissensgesellschaft zu ermöglichen und jede Einzelne bzw. jeden Einzelnen zu befähigen, die Veränderungsprozesse des eigenen Lebensumfeldes aktiv mitzugestalten.
Um die angestrebten Ziele zu erreichen, werden folgende Maßnahmen verfolgt:
- Sicherung der Zugangsmöglichkeiten zur Weiterbildung in den Programmbereichen Basisbildung und Pflichtschulabschluss
- Schaffung eines flächendeckenden und regional ausgewogenen Bildungsangebots
- Gewährleistung von qualitativ hochwertigen und den Bedürfnissen der Zielgruppen entsprechend ausgestalteten Bildungsangeboten
- Ausrichtung der Bildungsangebote auf Durchlässigkeit, Anschlussfähigkeit und weiterführende Perspektiven der Teilnehmenden
- Konsequente Gleichstellungsausrichtung

## Programmmanagement
Das Programmmanagement der Initiative Erwachsenenbildung sieht eine für alle Beteiligten partnerschaftliche und transparente Ausgestaltung der Verfahren und Entscheidungsprozesse vor. Bundesweit werden einheitliche Qualitätsstandards durch eine zentrale Akkreditierung der Bildungsangebote gewährleistet.
Entsprechend der Vereinbarung zwischen dem Bund und den Ländern zur Initiative Erwachsenenbildung werden die strategische Steuerung und die operative Abwicklung sämtlicher Prozesse durch die Gremien der Initiative Erwachsenenbildung sichergestellt, welche aus einer Steuerungsgruppe, einer Akkreditierungsgruppe, einem Monitoringbeirat und einer Geschäftsstelle bestehen.  Die Geschäftsstelle befasst sich mit der Verfahrensabwicklung und wird vom Bundesministerium für Bildung und Frauen eingerichtet und finanziert.